# 제37회 청룡영화상

제37회 청룡영화상은 2016년 11월 25일 경희대학교 평화의 전당에서 열렸다. 김혜수와 유준상의 사회로 진행됐으며, SBS에서 오후 7시 55분부터 1부와 2부로 나눠 생중계됐다.

## 심사
2015년 10월 9일부터 2016년 10월 9일까지 개봉한 한국영화를 대상으로 영화계 각 분야 전문가들의 설문조사와 네티즌 투표 결과를 종합해 후보를 선정했다. 15개 부문의 후보는 2016년 11월 7일 공개됐다.
총 18개 부문의 최종 수상자는 청룡영화상 집행위원회의 추천을 받은 심사위원회를 거쳐 선정됐다. 한국영화 최다관객상은 영화진흥위원회 영화관입장권 통합전산망을 기준으로 하며, 청정원 단편영화상은 2015년 11월 1일 이후 완성된 30분 내외의 극영화를 대상으로 2016년 10월 31일까지 공모받은 후 심사했다.
시상식 이후 최우수작품상을 비롯한 16개 부문의 심사표를 공개했다. 9명의 심사위원 명단은 다음과 같다.
- 김형중 스포츠조선 부장
- 노종윤 웰메이드필름 대표이사
- 영화감독 민규동
- 영화감독 방은진
- 원동연 리얼라이즈픽쳐스 대표이사
- 배우 정보석
- 조진희 숙명여자대학교 미디어학부 교수
- 조혜정 중앙대학교 예술대학원 교수
- 네티즌 투표

## 수상 및 후보
수상자는 굵은 글씨로 표시했다.
| 최우수작품상 | 감독상 |
| --- | --- |
| - 《내부자들》 - 내부자들 문화전문회사 - 《곡성》 - 사이드미러, 폭스 인터내셔널 프로덕션 - 《동주》 - 루스이소니도스 - 《밀정》 - 영화사 그림, 워너브라더스 코리아 - 《부산행》 - 레드피터 - 《아가씨》 - 모호필름, 용필름 | - 나홍진 - 《곡성》 - 김지운 - 《밀정》 - 박찬욱 - 《아가씨》 - 우민호 - 《내부자들》 - 이준익 - 《동주》 |
| 남우주연상 | 여우주연상 |
| - 이병헌 - 《내부자들》의 안상구 역 - 곽도원 - 《곡성》의 전종구 역 - 송강호 - 《밀정》의 이정출 역 - 정우성 - 《아수라》의 한도경 역 - 하정우 - 《터널》의 이정수 역                                                      | - 김민희 - 《아가씨》의 이즈미 히데코 역 (윤석찬 프로듀서 대리수상) - 김혜수 - 《굿바이 싱글》의 고주연 역 - 손예진 - 《덕혜옹주》의 덕혜옹주 역 - 윤여정 - 《죽여주는 여자》의 소영 역 - 한예리 - 《최악의 하루》의 은희 역                |
| 남우조연상 | 여우조연상 |
| - 쿠니무라 준 - 《곡성》의 외지인 역 - 김의성 - 《부산행》의 용석 역 - 마동석 - 《부산행》의 윤상화 역 - 엄태구 - 《밀정》의 하시모토 역 - 오달수 - 《터널》의 김대경 역                                                   | - 박소담 - 《검은 사제들》의 이영신 역 - 라미란 - 《덕혜옹주》의 복순 역 - 배두나 - 《터널》의 세현 역 - 정유미 - 《부산행》의 성경 역 - 천우희 - 《곡성》의 무명 역                                                                        |
| 각본상 | 촬영조명상 |
| - 《동주》 - 신연식 - 《터널》 - 김성훈, 소재원 - 《곡성》 - 나홍진 - 《부산행》 - 연상호, 박주석 - 《내부자들》 - 우민호                                                                                                  | - 《아수라》 - 이모개 (촬영), 이성환 (조명) (프로듀서 대리수상) - 《밀정》 - 김지용 (촬영), 조규영 (조명) - 《부산행》 - 이형덕 (촬영), 박정우 (조명) - 《아가씨》 - 정정훈 (촬영), 배일혁 (조명) - 《곡성》 - 홍경표 (촬영), 김창호 (조명) |
| 미술상 | 음악상 |
| - 《아가씨》 - 류성희 (박찬욱 감독 대리수상) - 《부산행》 - 이목원 - 《곡성》 - 이후경 - 《아수라》 - 장근영 - 《밀정》 - 정이진, 김민혜                                                                                   | - 《곡성》 - 장영규, 달파란 (임민섭 프로듀서 대리수상) - 《검은 사제들》 - 김태성 - 《밀정》 - 모그 - 《아수라》 - 이재진 - 《아가씨》 - 조영욱                                                                                             |
| 편집상 | 기술상 |
| - 《곡성》 - 김선민 (임민섭 프로듀서 대리수상) - 《내부자들》 - 김상범 - 《터널》 - 김창주 - 《검은 사제들》 - 신민경 - 《부산행》 - 양진모                                                                                | - 《부산행》 - 곽태용, 황효균 (특수분장) - 《터널》 - 김남식 (시각효과) - 《검은 사제들》 - 백상훈 (시각효과) - 《아가씨》 - 조상경 (의상) - 《아수라》 - 허명행 (무술)                                                                     |
| 청정원 단편영화상 | 신인감독상 |
| - 《여름밤》 - 이지원 (윤수환 프로듀서 대리수상) | - 윤가은 - 《우리들》 - 김태곤 - 《굿바이 싱글》 - 연상호 - 《부산행》 - 이일형 - 《검사외전》 - 장재현 - 《검은 사제들》 |
| 신인남우상 | 신인여우상 |
| - 박정민 - 《동주》의 송몽규 역 - 이상윤 - 《날, 보러와요》의 나남수 역 - 이원근 - 《그물》의 오진우 역 - 조우진 - 《내부자들》의 조 상무 역 - 지수 - 《글로리데이》의 용비 역                                             | - 김태리 - 《아가씨》의 남숙희 역 - 강하나 - 《귀향》의 정민 역 - 김환희 - 《곡성》의 전효진 역 - 윤주 - 《나홀로 휴가》의 시연 역 - 정하담 - 《스틸 플라워》의 하담 역                                                                     |
| 한국영화 최다관객상 | 청정원 인기스타상 |
| - 《부산행》 | - 정우성 - 쿠니무라 준 - 손예진 - 배두나 |

## 진행 및 시상자
| 이름                           | 역할                                              |
| ------------------------------ | ------------------------------------------------- |
| 김혜수, 유준상                 | 진행자                                            |
| 서유리                         | 성우                                              |
| 최우식, 천우희                 | 신인남우상 시상                                   |
| 김의성, 이유영                 | 신인여우상 시상                                   |
| 윤제균 감독, 라미란            | 한국영화 최다관객상 시상                          |
| 류준열, 박보영                 | 신인감독상 시상                                   |
| 서강준, 강한나                 | 기술상, 촬영조명상, 편집상 시상                   |
| 이특                           | 2부 오프닝 진행 (제37회 청룡영화상 특종 비하인드) |
| 곽도원, 쿠니무라 준            | 음악상, 미술상, 각본상 시상                       |
| 조우진, 이엘                   | 청정원 단편영화상 시상                            |
| 오달수, 이동휘                 | 남우조연상 시상                                   |
| 이선균, 이성민                 | 여우조연상 시상                                   |
| 조정석, 박신혜                 | 감독상 시상                                       |
| 명형섭 (대상 대표이사), 이정현 | 여우주연상 시상                                   |
| 유아인, 송윤아                 | 남우주연상 시상                                   |
| 이성관 (스포츠조선 대표이사)   | 최우수작품상 시상                                 |

## 축하 공연
| 아티스트 | 공연 내용                 |
| -------- | ------------------------- |
| 마마무   | Décalcomanie (데칼코마니) |
| 자이언티 | 신사, 양화대교            |

## 사전 행사
| 행사                     | 날짜                   | 장소          | 내용                                                              |
| ------------------------ | ---------------------- | ------------- | ----------------------------------------------------------------- |
| 전년도 수상자 핸드프린팅 | 2016년 11월 2일        | 여의도CGV     | 봉만대(사회), 유아인, 이정현, 오달수, 전혜진, 최우식, 이유영 참석 |
| 후보작 상영제            | 2016년 11월 9일 ~ 18일 | 여의도CGV 2관 | 총 21편 상영                                                      |